# 技術的社會形塑
根據罗宾·威廉姆斯（Robin Williams）與大衛·艾吉（David Edge）（1996），技術的社會形塑（英語：social shaping of technology，SST）的中心思想是，無論設計、單個的製品，還是創新計劃的方向或路徑，都有著多種可能的選擇（儘管未必是有意識的選擇）這一理念。
如果科技不是從預設好的邏輯或單一決定因素的發展中湧現出來的，那麼創新就只是個「小徑分叉的花園」（garden of forking paths）。它會有不同的路線，通向不同的潛在的科技產出。重要的是，這些選擇可能對社會與特定社會群體有不同的影響。
技術的社會形塑是眾多關於技術的模型之一，其他模型有1980年代麥肯尼茲（MacKenize）與沃克曼（Wajcman）的社會關係、聘奇（Pinch）與比耶克（Bijker）的技术的社会建构（social construction of technology，SCT）框架，以及卡龍（Callon）與拉圖爾（Latour）的行动者网络理论而來。他們有一些共同點，如對創新的線性模式以及技术决定论的批判。技術的社會形塑與這些理論的不同點主要是，它關注社會和技術發展背景的影響，這種影響會塑造創新的選擇。技術的社會形塑重點探究不同技術選擇的物質性後果，批判技術決定論，技術決定論認為技術遵循自己的發展路徑，不受人類影響，並反過來又影響社會。也就是說，社會形塑理論支持者認為技術與社會是「相互塑造」的。
這一理論的一些版本認為，技術會透過可供性（affordances）、約束性（constraints）、前提條件（preconditions）和意外後果（unintended consequences）影響社會（Baym，2015）。可供性是指技術使我們生活中的特定任務變得更容易，而約束性則使任務更難完成。技術的前提條件是對充分發揮技術潛力至關重要的技能和資源。技術的意外後果是技術導致的預料之外的影響和衝擊。手機是技術的社會形塑的一個例子（Zulto 2009）。手機經過多年的發展，成為了為人們提供了可以接聽電話、回覆電子郵件、檢索資訊和完成許多其他任務的手持式電腦，使生活更加便利（Zulto，2009）。然而，對於那些不精通技術的人來說，它也有限制，對許多不知道如何利用這些設備的社會人士造成了阻礙。手機還有一些前提條件，比如月度賬單和充電的場所。它還有許多意外後果，比如手機會使許多人分心。
根據技術的社會形塑理論，不僅技術影會響社會，社會也透過經濟、政治和文化影響技術（Baym，2015）。例如，在貧窮國家，手機的普及是由於它比電腦和互聯網服務更便宜（經濟），政府規定使得手機服務提供商建立網路相對容易（政治），以及手機更便攜，很容易適應不同文化對行動通訊的需求（文化）。